# جالا أحمدوفا
جالا فرهاد قيزي أحمدوفا (مواليد 23 أبريل 1981، باكو) — نائبة في المجلس الوطني الأذربيجاني (البرلمان) للدورة السادسة، نائبة رئيس جمعية التوحد في أذربيجان، رئيسة الاتحاد العالمي لألباغوت.

## حياتها
وُلدت جلاله أحمدوفا في 23 أبريل 1981 في باكو. حصلت على درجة البكالوريوس من كلية القانون في الجامعة الدولية في أذربيجان، ودرجة الماجستير من كلية القانون الدولي في جامعة باكو الحكومية (2012).

## مسيرتها
- من 2018 إلى 2022 كانت منظمًا ونائبًا أول لرئيس الاتحاد الأذربيجاني للفنون القتالية "فين-تشون".
- في عام 2007 عملت كمحامية في شركة "Alyans Hüquq Konsaltinq".
- منذ عام 2008 عملت في بنك "Texnikabank" كمختصة، كبيرة المختصين، ونائبة رئيس القسم.
- من 2010 إلى 2014 عملت كمفتشة مختصة، كبيرة المستشارين، كاتبة جلسات المحكمة، ومساعدة رئيس محكمة الاستئناف في باكو.
- من 2014 إلى 2016 كانت نائبة رئيس القسم في وزارة الطاقة الأذربيجانية.
- من 2016 إلى 2020 عملت كمحامية في قسم الموارد البشرية في جهاز الأمن الحكومي الخاص في أذربيجان.
- في أغسطس 2022 انتُخبت رئيسة للاتحاد العالمي لألباغوت.[3]